# Atlantropa

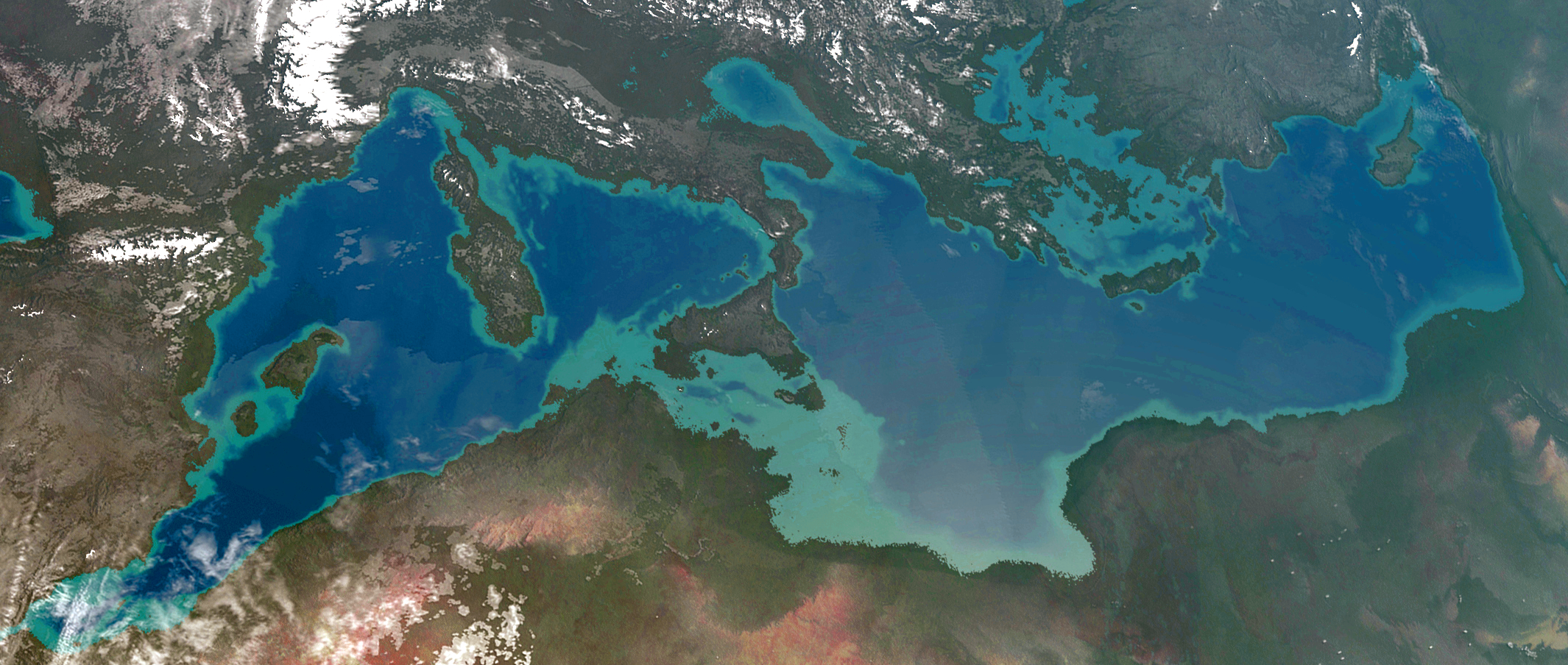
Una rappresentazione degli effetti del progetto Atlantropa.

Atlantropa (originariamente Panropa) è il nome di un progetto dell'architetto tedesco Herman Sörgel: pianificato nel 1927, ebbe forte risonanza in tutto l'ambiente intellettuale della prima metà del XX secolo.
L'idea centrale del progetto era quella di costruire una diga con una centrale idroelettrica sullo stretto di Gibilterra e di abbassare il livello del Mar Mediterraneo tra i 100 e i 200 metri, in modo da liberare nuove terre coltivabili.

## Il progetto

### L'idea base

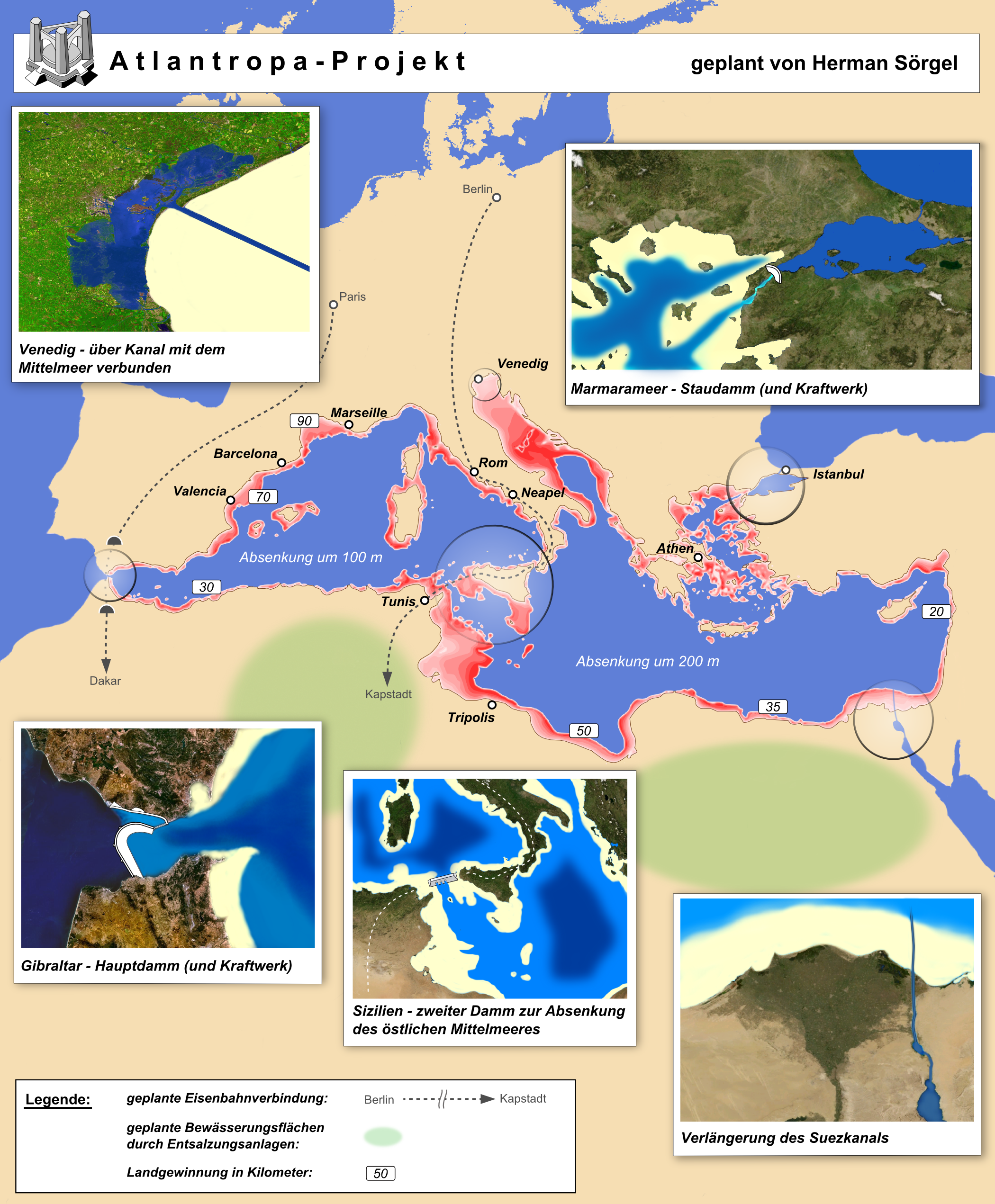
Mappa esplicativa del progetto Atlantropa. Si notano le grandi dighe poste sullo stretto di Gibilterra, il canale di Sicilia e i Dardanelli, oltre al prolungamento del canale di Suez e alla preservazione della Laguna di Venezia

Herman Sörgel presentò ufficialmente nel 1928 il suo ambizioso progetto. L'elemento fondamentale della sua idea era la costruzione di una diga idroelettrica attraverso lo stretto di Gibilterra, generando una quantità "inesauribile" di energia idroelettrica. Ciò avrebbe portato all'abbassamento della superficie del Mar Mediterraneo di ben 200 metri, aprendo nuove grandi aree potenzialmente sfruttabili a fini agricoli o di insediamento, come nel Mar Adriatico.
Furono proposte anche altre quattro grandi opere architettoniche, necessarie alla completa attuazione del progetto:
- la costruzione di una seconda diga attraverso lo stretto dei Dardanelli per contenere il Mar Nero;[7]
- una terza diga posta tra la Sicilia e la Tunisia per fornire una via di comunicazione e per abbassare ulteriormente il Mediterraneo interno;[8]
- un'estensione del canale di Suez, con la costruzione di apposite chiuse per mantenere e regolare il collegamento con il Mar Rosso;[9]
- sul fiume Congo, presso Lepoldville (l'attuale Kinshasa),[10] con lo scopo di riempire il bacino del Ciad intorno al lago Ciad, per creare il "Lago del Congo", di circa 135000 km², che avrebbe trasformato nel "Mare del Ciad", di oltre 270000 km². Questo nuovo bacino sarebbe stato unito al Mediterraneo attraverso un "secondo Nilo", che così avrebbe fornito acqua dolce per irrigare il Sahara[2] e avrebbe creato una nuova via di navigazione verso l'interno dell'Africa.[11][12]

Il deficit idrico nel Mediterraneo, causato dall'evaporazione, avrebbe abbassato il livello delle acque al ritmo di circa 1,6 metri annui, processo che il progetto prevedeva fosse velocizzato con l'ausilio di apposite pompe idrauliche.

### Obiettivi
Una delle idee di Sörgel era che nell'immediato futuro il continente americano e il continente asiatico si sarebbero presto unificati in grandi "super-stati", in grado di minacciare l'esistenza stessa dell'Europa come continente libero e indipendente. Secondo i suoi sostenitori, il progetto mirava, oltre ad assicurare all'Europa la capacità di competere sul piano geopolitico con queste nuove potenze di dimensione continentale, a risolvere diversi altri problemi contemporaneamente.
Atlantropa avrebbe prosciugato il Mediterraneo di oltre 576000 km², che sarebbero stati destinati a nuove aree agricole, terre di cui avrebbero potuto beneficiare numerosi stati europei. La superficie emersa avrebbe potuto fornire sostentamento a un numero di cittadini, stimato, a seconda delle fonti, fra i 40 e gli 87 milioni. Il prosciugamento del Mediterraneo avrebbe creato nuove vie di comunicazione tra il continente europeo e quello africano (un'idea prevista era la realizzazione di una linea ferroviaria fra Berlino e Città del Capo) e ulteriormente agevolato la penetrazione europea in Africa, vista come un enorme territorio da colonizzare più che come una comunità di stati con pari diritti. Avrebbe inoltre dovuto contribuire, nelle intenzioni del suo ideatore, a un clima di maggiore riappacificazione in Europa, dato che per attuarlo tutti gli stati europei avrebbero dovuto necessariamente collaborare tra loro. La realizzazione di un progetto su così vasta scala, per il cui completamento sarebbe stato necessario il lavoro di diverse generazioni, avrebbe infatti richiesto come condizione necessaria un'unione delle energie creative dei popoli europei, il che sarebbe stato un notevole deterrente per l'insorgenza di nuovi conflitti militari nel continente. Le idee proposte da Sörgel di stabilire la sede dell'ente internazionale di supervisione del progetto a Ginevra, nella neutrale Svizzera, e di attribuire all'organismo preposto al suo controllo la possibilità di interrompere l'erogazione di energia ai paesi che minacciassero la pace mondiale, sottolinea l'intento pacifista del progetto.
Ulteriori effetti del progetto sarebbero stati, secondo i suoi sostenitori, la possibilità di disporre di una nuova abbondante fonte di energia idroelettrica per l'Europa e l'Africa (fino a 375000 kWh) e la diminuzione della disoccupazione, dato che grandi masse di lavoratori sarebbero state impiegabili nel progetto. La creazione di un nuovo mare nell'Africa Centrale, prevista come parte integrante del progetto, avrebbe inoltre reso più mite ed ospitale il clima della regione equatoriale, oltre a fornire nuove possibilità di irrigazione per il deserto del Sahara, portando all'ulteriore creazione di nuovi terreni fertili.
Le nuove terre rese disponibili sarebbero inoltre diventate un fecondo terreno di studio per archeologi e storici, che avrebbero potuto ricercare ed esaminare i fondali marini emersi e recuperare i relitti delle migliaia di navi che hanno solcato per millenni il Mediterraneo.

### Conseguenze geografiche ed ecologiche

Un progetto per la diga sullo stretto di Gibilterra.

Il parziale prosciugamento del Mediterraneo ottenuto con questo sistema di dighe avrebbe cambiato radicalmente la geografia dei continenti europeo e africano. Aree come la Tunisia e la Sicilia si sarebbero quasi unite grazie all'abbassamento delle acque, e isole come Malta sarebbero state assorbite dalla nuova massa continentale. Con queste dighe il bacino sarebbe inoltre stato diviso in un Mediterraneo occidentale e in uno orientale; il livello del primo sarebbe calato di circa 100 metri, il secondo di altri 100, per un totale di 200 metri.
La realizzazione del progetto avrebbe creato conseguenze non indifferenti non solo a livello geografico, ma anche ambientale: il progetto originale di Sörgel prevedeva di usare le terre liberate dall'acqua per costruirvi e coltivarle, senza tener conto che dalle acque sarebbero emerse solo terre desertiche e difficilmente coltivabili a causa dell'elevata concentrazione salina; la riduzione delle acque del Mediterraneo ne avrebbe infatti aumentato la salinità, rischiando di ridurlo a un enorme lago salato e senza vita, come il Mar Morto.
Con l'allontanamento della linea costiera, numerose città portuali sarebbero diventate totalmente continentali. Tra queste Venezia, per la quale Sörgel aveva previsto che una parte della Laguna di Venezia sarebbe stata preservata e trasformata in un lago attorno alla città, collegato alla nuova costa del mare Adriatico, quasi interamente prosciugato, da un lungo canale.
La chiusura dello stretto di Gibilterra, e il conseguente mancato afflusso d'acqua dall'Oceano Atlantico al Mediterraneo (attraverso lo stretto di Gibilterra vengono riversati annualmente nel Mediterraneo 88 000 38000 m³ d'acqua al secondo), avrebbe potuto causare una modifica del flusso della corrente del Golfo, con il conseguente raffreddamento del Nord-Europa. Ulteriori possibili effetti collaterali erano rappresentati dall'effetto della riduzione del peso dell'acqua sui fondali vulcanici del Mediterraneo, che avrebbe potuto provocare violente eruzioni e terremoti, mentre il livello degli oceani in altre parti del mondo si sarebbe innalzato, causando inondazioni nelle zone a bassa quota. Sörgel calcolò che lo squilibrio nella  distribuzione della massa sulla superficie terrestre causato dall'evaporazione delle acque avrebbe avuto inoltre come rischio quello di inclinare leggermente l'asse di rotazione della Terra e quindi la sua traiettoria orbitale nel Sistema Solare.

### Fattibilità

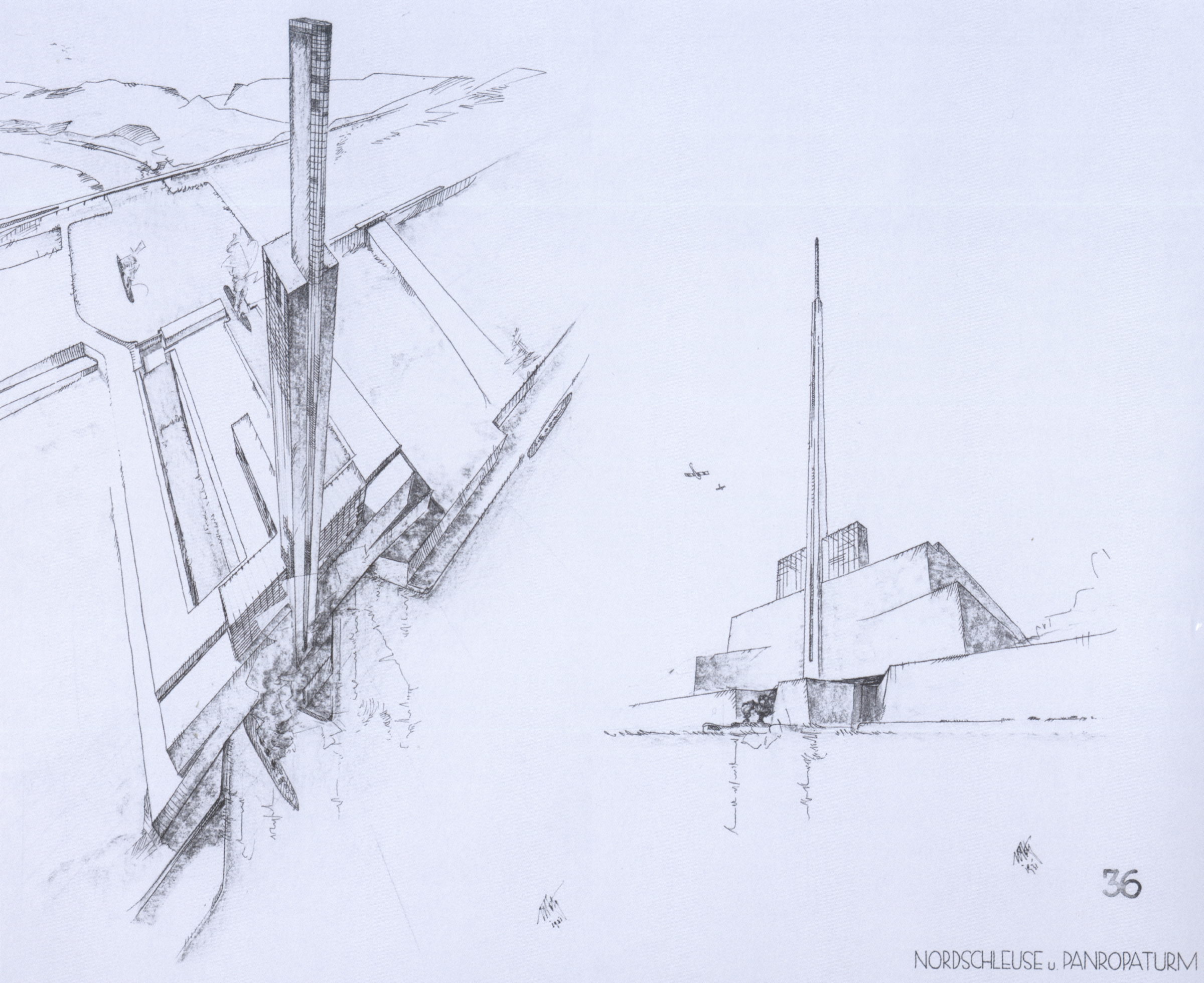
Due disegni di Peter Behrens del grattacielo posto sulla sommità della diga di Gibilterra.

Nonostante il suo ideatore si fosse dichiarato convinto del possibile completamento del primo sistema di dighe entro il 1932, ancora oggi Atlantropa è fonte di dibattito riguardo alla sua fattibilità. Se all'epoca ottenne consensi da esperti di tutto il mondo (l'architetto modernista Peter Behrens si propose di disegnare un grattacielo che si sarebbe dovuto ergere sopra le chiuse del canale della diga di Gibilterra), oggi il progetto viene guardato con più circospezione, anche dal punto di vista della fattibilità tecnica, una tematica alla quale all'epoca si dava meno rilievo.
La diga sullo stretto di Gibilterra, fulcro dell'intero progetto, avrebbe ad esempio richiesto enormi quantità di materiale e manodopera per la sua realizzazione; si stima dovesse essere lunga 35 chilometri e ampia almeno 2,5, e avrebbe richiesto l'utilizzo di una quantità di calcestruzzo solo di poco inferiore a quella disponibile in tutto il mondo al tempo. Alcuni ingegneri sostengono che lo stretto di Gibilterra, profondo al massimo 286 metri, potrebbe effettivamente essere chiuso, ma bisognerebbe ricorrere a un'ingente quantità di materiale grezzo da far franare dalla vicina Sierra Nevada e dai monti al nord dello stretto, tutte operazioni che potrebbero essere effettuate con l'ausilio di una serie di ben congegnate esplosioni sottomarine e sotterranee.

## Storia

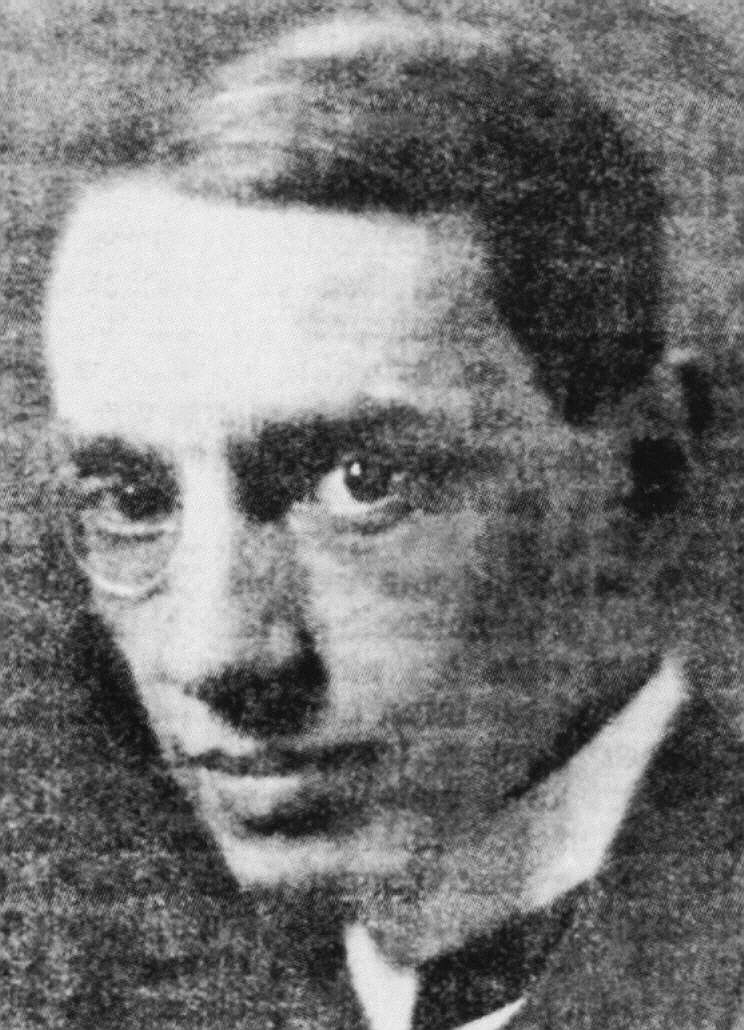
Herman Sörgel, ideatore del progetto Atlantropa.

Il progetto di Atlantropa fu ideato all'inizio del XX secolo, periodo di utopie, ottimismo e grande fiducia nella scienza: Atlantropa si presentava come un'opera in grande stile, un ambizioso progetto geoingegneristico, ma nonostante ciò nessuno nutriva dubbi sulla sua attuazione almeno possibile. Un ulteriore elemento di attrazione del progetto era la sua visione di una pace mondiale ottenuta non attraverso la politica e la diplomazia, ma con una semplice, per quanto ardita, soluzione tecnologica.
Il più grande ostacolo al progetto fu posto da Adolf Hitler: sebbene la visione di Sörgel fosse in qualche modo affine a quella del Führer sulla necessità di conquistare nuovo "spazio vitale" per il Reich germanico, questa presupponeva un notevole livello di collaborazione tra gli stati europei e africani. La visione dello spazio vitale per il Reich tedesco era inoltre, per Hitler, incentrata su una sua conquista nell'Europa dell'Est.
Un evento decisivo per il definitivo accantonamento del progetto fu l'esclusione della Germania dalle Società delle Nazioni. Il "Partito per l'intesa di Atlantropa", nato durante la Repubblica di Weimar, si spostò su posizioni razziste, accettando le leggi razziali, tanto che Sörgel asserì «Se la razza bianca vuole che la sua supremazia sull'Africa rimanga immutata, deve provvedere affinché la superiorità numerica dei negri si mantenga entro certi limiti».
Quando nacque il patto d'acciaio tra Italia e Germania, Sörgel pensò di entrare nelle simpatie del Duce, tanto che non esitò a pubblicare un opuscoletto dove dichiarava testualmente «La Grande Germania e l'Impero Italiano rappresenterebbero logicamente i piloni portanti di Atlantropa».
Il Corriere della Sera mostrò invece preoccupazione, parlando di Atlantropa come "un bizzarro sogno tedesco" in un articolo che non nascondeva preoccupazione per la fine di città portuali quali Genova (per cui era prevista la conservazione come "città-museo") o Trieste, che così non avrebbero potuto continuare a costituire un'agguerrita concorrenza commerciale ad Amburgo e agli altri porti sull'Atlantico.

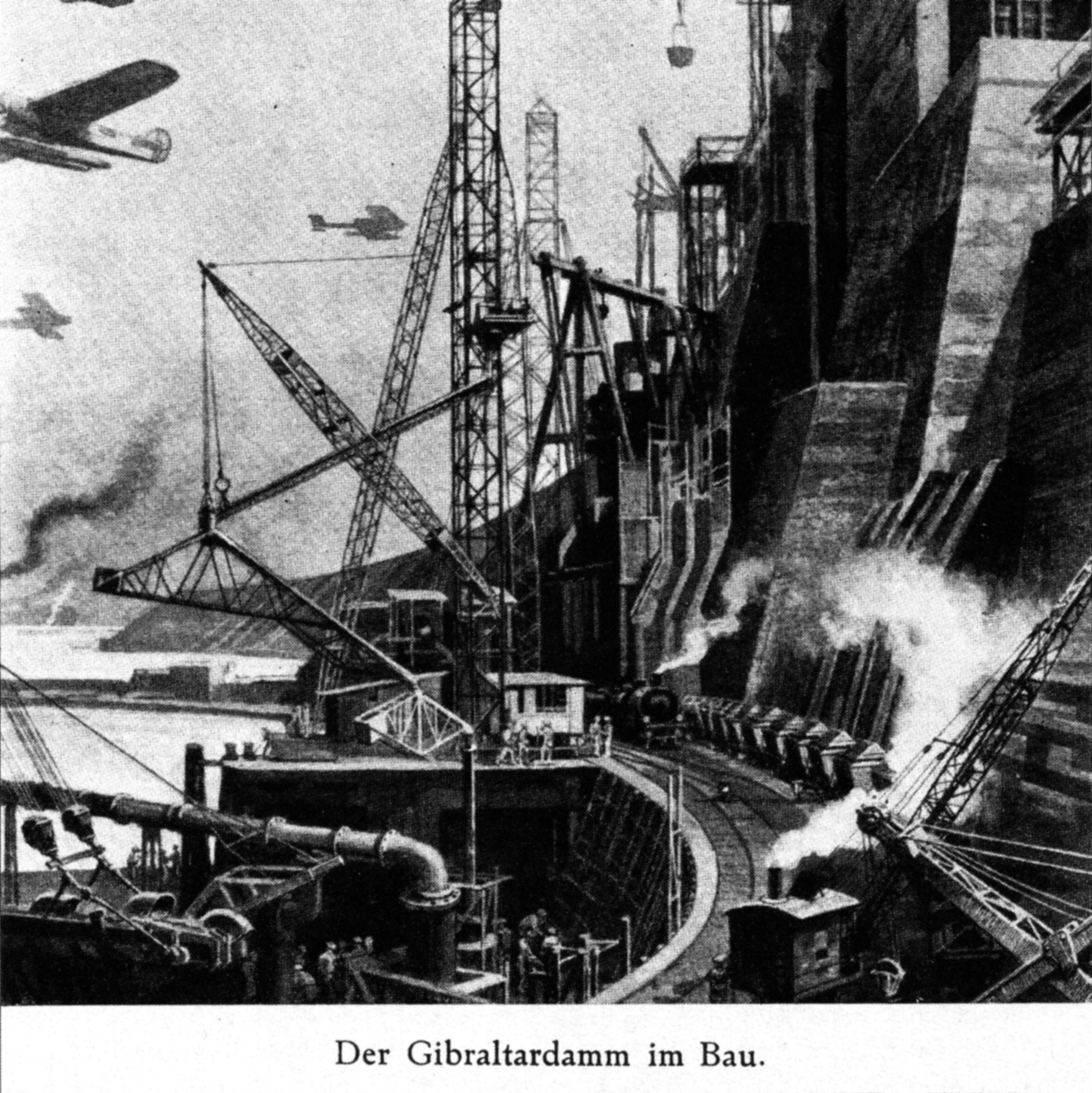
Vignetta del 1932 che mostra come sarebbe potuta essere la diga a Gibilterra

Nemmeno le simpatie verso Roma servirono a Sörgel: sebbene nel 1939 fosse riuscito a esporre il suo progetto alla Fiera mondiale del 1939 a New York, e nel 1940 a fondare l'Istituto Atlantropa, dedicato ufficialmente alla promozione del progetto, nel 1942 il Ministero per la Propaganda tedesco vietò la diffusione dei suoi scritti, e gli fu vietato di dirigersi a New York per esporre il suo progetto alla Fiera Internazionale; in extremis, dovette ammettere la possibilità che anche gli africani partecipassero al progetto. Il senegalese Leopold Senghor fu così nominato Consigliere d'amministrazione dell'Istituto Atlantropa. Herman Sörgel propose una città della Svizzera, paese neutrale, come futura sede del centro amministrativo di Atlantropa.
Nel 1958, pochi anni dopo la morte di Sörgel (avvenuta nel 1952), lo stesso Istituto dichiarò Atlantropa come "un progetto superato". Nel 1960 l'Istituto venne ufficialmente sciolto. Una sala del Deutsches Museum di Monaco di Baviera espone diversi progetti e disegni relativi al progetto Atlantropa.

## Riferimenti nella cultura di massa
L'idea di ridurre artificialmente l'estensione del Mediterraneo si può ritrovare in diverse opere di fantascienza. Già nel 1931, pochi anni dopo la prima pubblicazione del progetto Atlantopa, il romanzo fantascientifico italiano Il prosciugamento del Mediterraneo fece propria l'idea di un gigantesco sistema in grado di far evaporare il mare.
Nel romanzo distopico di Philip K. Dick La svastica sul sole (1962) si fa riferimento a un Mediterraneo completamente prosciugato a opera delle Potenze dell'Asse, così come nel racconto del 1977 Incontro con Rama di Arthur C. Clarke. Il romanzo del 1979 Star Trek: The Motion Picture di Gene Roddenberry (trascrizione dell'omonimo film) vede l'ammiraglio Kirk sorvolare un'enorme diga sullo stretto di Gibilterra, evidente riferimento al progetto di Sörgel.